# Dimítris Kollátos
 (novembre 2012).
Si vous disposez d'ouvrages ou d'articles de référence ou si vous connaissez des sites web de qualité traitant du thème abordé ici, merci de compléter l'article en donnant les références utiles à sa vérifiabilité et en les liant à la section « Notes et références ».
Dimítris Kollátos (en grec moderne : Δημήτρης Κολλάτος, né à Athènes le 9 avril 1937 né à Athènes et mort le 30 janvier 2025) est un réalisateur, scénariste de cinéma, dramaturge et metteur en scène de théâtre ainsi qu'un écrivain et poète grec.

## Biographie
Le père de Dimítris Kollátos fut tué lors des événements de décembre 1944 qui entamèrent la guerre civile grecque. Sa mère soutint ses ambitions artistiques en finançant son premier livre et son premier film. Dimítris Kollátos est le père d'Alexandre Kollatos qu'il a eu de l'actrice Arlette Baumann.
En 1956, il publia un recueil de poèmes. En 1960, il créa son propre théâtre où il fut le premier à monter du théâtre d'avant-garde (Ionesco, Beckett ou Pinter) en Grèce.
Durant la dictature des colonels, il quitta la Grèce. Il s'installa à Paris en 1971 où il créa le Théâtre d'Art, sur un flanc du Théâtre du Châtelet. Il y monta une vingtaine de ses pièces. Il tourna aussi deux films en France.
Il revint en Grèce en 1975 où il se consacra surtout au théâtre, montant des pièces très controversées. Il continua aussi à écrire et à réaliser des films.
Ses œuvres ont été souvent censurées ou interdites.
En 1989, il échoua dans sa tentative de se faire élire député européen.
En 2011, il lança une initiative populaire afin d'exprimer son mécontentement à l'égard de la classe politique : l’Union des citoyens porte à porte. Il organisa des happenings théâtraux devant l'ambassade d'Allemagne à Athènes pour protester contre le rôle de ce pays dans la crise grecque. Le 27 mars 2013, en pleine crise de la Dette grecque, tandis que le pays est sous le contrôle administratif de la Troïka, il est arrêté pour avoir placé sur le balcon de sa maison une version modifiée du drapeau grec, représentant une botte allemande et d'autres motifs suggérant la soumission du pays.

## Filmographie
- 1962 : Athènes XYZ (court-métrage, 11 min)
- 1964 : Les Oliviers (court-métrage, 24 min)
- 1966 : La Mort d'Alexandre (85 min)
- 1971 : Symposium
- 1975 : Le Banquet[5]
- 1977 : La France de Giscard
- 1980 : Virage à droite
- 1980 : À la Recherche de Pénélope
- 1981 : Le Saint de Prévéza[6]
- 1982 : Aghios Prevezis
- 1989 : Vie avec Alkis
- 1993 : Rose rouge
- 2001 : Alexandre et Aishe
- 2006 : L'Âme de l'abbé[7]
- 2007 : Souviens-toi (documentaire)
- 2009 : Le Testament du curé Meslier

## Théâtre
- Dialogues des courtisanes (Comédie de Paris, 1967-1968[8])[9],[10],[11]
- La femme de Socrate (Théâtre d'Art, 1973[12],[13]
- Philippe Pétain (Théâtre d'Art, 1973-1974[14]) [15]
- Le Dernier Empereur (Théâtre d'Art, 1975[16]) [17]
- Bonsoir Monsieur Tchekhov (Théâtre 347 ?, Théâtre d'Art, Paris, 1976[18]) [19]
- Voyage avec la drogue et la mort (Théâtre d'Art, 1976[20]),[21]
- L'Amant arabe (Théâtre d'Art) [22]
- Une histoire d'amour sous la Ve République
- Un Grec aujourd'hui
- L'Âme de l'abbé

## Récompenses
- Semaine du cinéma grec 1962 (Thessalonique) : meilleur court-métrage (Athènes XYZ)
- Semaine du cinéma grec 1964 (Thessalonique) : meilleur court-métrage (Les Oliviers)